# Přívlastek
Přívlastek (atribut) je větný člen, který rozvíjí jiný jmenný větný člen.
Rozvíjeným členem bývá nejčastěji podstatné jméno, ale může jím být i zájmeno (např. my vedoucí), jmenná konstrukce, zpodstatnělé přídavné jméno nebo jmenná číslovka.
Přívlastek bývá nejčastěji vyjádřen přídavným jménem (moudrý člověk), méně často zájmenem (náš domov), číslovkou (druhá šance), podstatným jménem (úpravy textu, úpravy v textu), zřídka i infinitivem (přání zdokonalit) nebo příslovcem (cesta domů). Přívlastek shodný vyjádřený holým nebo rozvinutým podstatným jménem se zpravidla nazývá přístavek.
Obsahuje-li rozvíjející spojení i sloveso v aktivním tvaru, nenazývá se toto spojení přívlastkem, ale přívlastkovou vedlejší větou.

## Typy přívlastku
Podle tvaru rozlišujeme přívlastek shodný a neshodný, podle významu přívlastek volný a těsný.

### Přívlastek shodný
Přívlastek shodný se shoduje s podstatným jménem (nebo jiným rozvíjeným jménem) v pádě, rodě a čísle a mění tyto kategorie shodně se skloňovaným rozvíjeným jménem. Stojí většinou před podstatným jménem (v antepozici) a nejčastěji je reprezentován přídavným jménem, nebo zájmenem, zastupujícím přídavné jméno. Na přívlastek shodný se ptáme otázkami: jaký?, který?, čí?.
Příklady: nový dům, staré auto, její boty
Při větném rozboru se označuje zkratkou PkS nebo AtK (atribut kongruentní).
Zvláštním typem shodného přívlastku je přístavek.
Za jménem (v postpozici) stojí přívlastek shodný pouze v některých specifických případech:
- V odborných chemických a biologických názvech: kyselina sírová, medvěd brtník.
- Pokud ho chceme zdůraznit: To je záležitost neobvyklá.
- Pokud se staví do protikladu k jinému spojení: Čeští cyklisté nedosáhli takových úspěchů, jako cyklisté slovenští.
- Pokud by došlo k postavení dvou předložek vedle sebe – vazba: Rozhodl se pro řešení pro mě nepřijatelné. je vhodnější než: Rozhodl se pro pro mě nepřijatelné řešení.[1]
- V postpozici stojí také přívlastek velmi široce a bohatě rozvitý: V postpozici stojí také přívlastek velmi široce a bohatě rozvitý.

### Přívlastek neshodný
Přívlastek neshodný se neshoduje s podstatným jménem v pádě, rodě nebo čísle, nemění svůj tvar, zůstává stejný bez ohledu na pád rozvíjeného jména. Nachází se nejčastěji za podstatným jménem, může být reprezentován téměř libovolným slovním druhem, nejčastěji podstatným jménem (s předložkou).
- Příklady: dům ze zlata, děti rodičů, kniha s červenými deskami.

Většinou je za podstatným jménem. Při větném rozboru se označuje zkratkou PkN, nebo AtN (atribut nekongruentní).
V přivlastňovacích spojeních jej lze vložit i před jméno: tatínek Jirky i Jirky tatínek, Palackého Dějiny je vhodnější než Dějiny Palackého. Před jménem stojí také v některých ustálených spojeních: z mrtvých vstání, na nebe vzetí, před slunce východem. Neshodný přívlastek, tvořený bezpředložkovým druhým pádem, je poměrně běžný (jde o jednu ze základních funkcí druhého pádu), a proto se dále člení do několika kategorií, v nichž vyjadřuje:
- vlastnictví: dům mého bratra, miska našeho psa;
- původce (agens) děje: štěkot psa, výkony našich sportovců;
- autorství: Babička Boženy Němcové, skladba Leoše Janáčka – možno vyjádřit i předložkovou vazbou: Babička od Boženy Němcové, skladba od Leoše Janáčka;
- cíl (patiens) děje: týrání zvířat, výslech zločince – někdy však bez znalosti souvislostí není možné rozlišit původce děje od cíle: fotografie mého otce (otec buď může být autorem, nebo může být na fotografii zobrazen);
- část většího celku: vrchol hory, hladina jezera;
- vlastnost, která je blíže určena přídavným jménem: potraviny nejvyšší kvality (= potraviny s nejvyšší kvalitou);
- upřesnění, vysvětlení: trest smrti.

### Přívlastek těsný
Přívlastek těsný zužuje význam podstatného jména nebo zájmena, k němuž se vztahuje; vymezuje ze souboru objektů, které je možno označit užitým podstatným jménem nebo zájmenem jen ty, které zároveň vyhovují i vlastnosti, vyjádřené přívlastkem. Zpravidla jej tedy nelze vypustit z věty, aniž by se změnil její význam.
Těsný přívlastek se v češtině neodděluje čárkami. Je-li holý a shodný, uvádí se v moderní češtině zpravidla před rozvíjeným jménem. Rozvinutý přívlastek se spíše uvádí za rozvíjeným jménem, rovněž neoddělený čárkami. V archaické a odborné češtině, ovlivněné latinou, se někdy i holý těsný přívlastek uvádí za jménem (například „věta jednoduchá“ namísto „jednoduchá věta“). Uvedení těsného přívlastku až za jménem může být také prostředkem zdůraznění, protože v češtině je obvyklé jádro výpovědi klást na konec věty.
Příklady rozvitých těsných přívlastků:
- Cesta vinoucí se údolím byla blátivá.
- Stádo ovcí pasoucí se na Kosí hoře hlídali dva psi.

Pokud přívlastek vinoucí se údolím má odlišit cestu od jiných cest, nebo pokud přívlastek pasoucí se na Kosí hoře má rozlišit toto stádo od jiných stád ovcí, není možné tyto přívlastky vypustit, aniž by se změnil smysl věty. Proto jde o přívlastky těsné. Pokud bychom však těmito přívlastky pouze vysvětlovali nebo popisovali, nikoliv rozlišovali, šlo by o přívlastky volné, a ty by se oddělovaly čárkami.

### Přívlastek volný
Přívlastek volný nemá upřesňující ani rozlišující význam, ale podává další samostatnou informaci, doplňující nebo vysvětlující. Lze jej vypustit z věty, aniž by se změnil její základní význam.
Volný přívlastek se v češtině uvádí vždy za rozvíjeným jménem a odděluje se na začátku i na konci od dalších částí věty čárkami.
Příklady:
- Cesta, vinoucí se údolím, byla blátivá.
- Stádo ovcí, pasoucí se na Kosí hoře, hlídali dva psi.

Pokud přívlastek nemá adresátovi věty určit, o kterou z cest jde, ale popsat vlastnost určité konkrétní cesty, která zřejmě byla rozlišena v předchozím hovoru, nebo pokud přívlastek pasoucí se na Kosí hoře nemá vyjádřit, o které ze stád jde, ale doplnit informaci o tom, kde se právě nacházelo určité konkrétní stádo, pak jde o přívlastek volný.

## Vztah mezi více přívlastky
Pokud je jméno rozvíjeno více přívlastky, je nutné rozlišovat mezi přívlastkem několikanásobným a přívlastkem postupně rozvíjejícím.

### Přívlastek několikanásobný
Je-li vztah mezi více přívlastky souřadný, tj. všechny rozvíjejí totéž jméno, nazývá se seskupení těchto přívlastků několikanásobným přívlastkem.
Souřadně spojené přívlastky se v rámci několikanásobného přívlastku v češtině oddělují čárkou, nebo souřadnými spojkami. Pokud se oddělují souřadnými spojkami, pak ve významu slučovacím se před spojkami nepíše čárka, v jiných významech se před nimi píše čárka. Přívlastek několikanásobný lze, od postupně se rozvíjejícího, rozeznat tím, že mezi přídavná jména lze vkládat souřadné spojky.
Volné přívlastky, protože mají vysvětlující a nevymezující povahu, se zpravidla spojují souřadně, do několikanásobného přívlastku.
O několikanásobný přívlastek jde zpravidla tehdy, pokud vyjadřují vlastnosti, které nemůže mít současně tentýž předmět. Několikanásobný přívlastek pak vyjadřuje buď více alternativních možností, anebo různé vlastnosti souhrnu předmětů.
Pokud jednotlivé přívlastky vyjadřují navzájem slučitelné vlastnosti, pak bývá možné je použít jak v několikanásobném, tak v postupně se rozvíjejícím spojení a ta se od sebe liší významem.
Několikanásobné přívlastky mohou být shodné, neshodné, i jejich kombinace. Příklady:
- Přívlastky shodné: červené, žluté a modré květy, červené nebo modré auto, nový, ještě lepší výrobek.
- Přívlastky neshodné: hokejisté Finska a Česka.
- Přívlastek shodný i neshodný: černý stůl s oprýskaným lakem

### Přívlastek postupně rozvíjející
Pokud další těsný přívlastek nerozvíjí totéž jméno jako první těsný přívlastek, ale rozvíjí celé již rozvinuté spojení, nazývá se seskupení těchto přívlastků postupně rozvíjejícím přívlastkem. Jednotlivé členy nemají v češtině mezi sebou čárku a nelze je bez změny významu spojit ani souřadnými spojkami. Je důležité rozlišovat několikanásobné přívlastky od postupně rozvíjejících, bez znalosti kontextu ovšem nemusí být rozdíl zřejmý.
Postupně rozvíjející přívlastky mohou být shodné, neshodné i jejich kombinace. Příklady:
- Přívlastky shodné: nový studijní obor. – spojení předpokládá, že existoval i nějaký „starý“ studijní obor, a účelem spojení je „nový“ studijní obor od něj odlišit. Pokud by se mezi přívlastky napsala čárka, znamenalo by to, že předchozí obor, nebo obory, nebyly studijní a slovo „studijní“ jen vysvětluje, čím je obor nový.
- Přívlastky neshodné: reprezentant Finska s nejvyšším počtem bodů – spojení říká, že tento reprezentant má ze všech finských reprezentantů nejvyšší počet bodů, bez znalosti kontextu je spojení možno chápat i jako přívlastky několikanásobné, pak spojení říká, že tento reprezentant je z Finska a má (celkově) nejvyšší počet bodů.
- Přívlastek shodný i neshodný: nejlepší přítel mého otce.

V rámci jednoho spojení se samozřejmě mohou objevit přívlastky několikanásobné a postupně rozvíjející zároveň, např.:
- Loňský i letošní filmový festival – spojení filmový festival je postupně rozvíjeno několikanásobným přívlastkem loňský i letošní.
- Ztracené štípací a kovářské kleště – několikanásobný přívlastek štípací a kovářské je postupně rozvíjen přívlastkem ztracené.